# Oliver Schmidt-Gutzat
Oliver Schmidt-Gutzat (* 13. Mai 1969 in Preetz) ist ein deutscher Politiker (SPD). Er ist seit dem 1. Dezember 2018 Bürgermeister der Stadt Heide in Schleswig-Holstein. Außerdem ist er Vorsitzender der Sozialdemokratischen Gemeinschaft für Kommunalpolitik in Schleswig-Holstein und Mitglied im Landesvorstand der SPD Schleswig-Holstein.

## Leben
Schmidt-Gutzat leistete nach seinem Abitur am Friedrich-Schiller-Gymnasium in Preetz seinen Zivildienst bei den Diakonischen Heimen in Lübeck ab. Anschließend studierte er Rechtswissenschaften an der Universität Hamburg und der Université Robert Schuman in Straßburg. Nach dem Ersten Juristischen Staatsexamen im Jahr 1997 schloss er ein Postgraduiertenstudium für Europäische Integration am Europa-Institut der Universität des Saarlandes in Saarbrücken an. In Saarbrücken absolvierte er auch sein Rechtsreferendariat und erhielt im Jahr 2000 das Zweite Staatsexamen.
Von 2000 bis 2010 arbeitete Schmidt-Gutzat bei der Organisation für Sicherheit und Zusammenarbeit in Europa (OSZE) in Bosnien-Herzegowina, Serbien und dem Kosovo. Danach war er von 2012 bis Ende 2015 bei der Polizeiausbildungsmission in Afghanistan (EUPOL) tätig, u. a. als Stabschef. Anschließend kehrte er in seine Heimat zurück und war von 2016 bis 2018 im Fachdienst Öffentliche Sicherheit der Stadt Eutin tätig.
Am 1. Dezember 2018 übernahm Schmidt-Gutzat das Amt des Bürgermeisters der Stadt Heide, Kreisstadt des Landkreises Dithmarschen. Er setzte sich bei der Stichwahl am 30. September 2018 mit deutlicher Mehrheit gegen den bisherigen Amtsinhaber Ulf Stecher durch, der zuvor 16 Jahre (zwei Amtszeiten) regiert hatte.

## Privates
Seine Schwester Ulrike Schmidt ist parteilose Bürgermeisterin der Gemeinde Henstedt-Ulzburg. Schmidt-Gutzat hat einen Sohn aus einer geschiedenen Ehe.